# Рогозкино (Вологодский район)
Рогозкино — деревня в Вологодском районе Вологодской области на реке Шолда.
Входит в состав Лесковского сельского поселения, с точки зрения административно-территориального деления — в Лесковский сельсовет.
Расстояние по автодороге до районного центра Вологды — 23 км, до центра муниципального образования Лесково — 8 км. Ближайшие населённые пункты — Анциферово, Закрышкино, Смольево, Горшково.
По переписи 2002 года население — 1 человек.